# SAE International
De Society of Automotive Engineers (SAE) is een Amerikaans instituut van automobieldeskundigen, opgericht in  1911.
De SAE heeft diverse technische normeringen vastgesteld, waarvan de bekendste wellicht het SAE-getal voor olieviscositeit (vloeibaarheidsdikte) is. Bijvoorbeeld SAE 20 W 40 smeerolie. De eenheid is gebaseerd op de Seconde Seybolt Universal (SSU), naar de uitvinder van de viscosimeter, Seybolt. Overigens is er ook een SAE-vermogens-aanduiding. Het vermogen wordt dan berekend zonder "remmende" factoren zoals luchtfilters, draaiende dynamo's enz.